# 白拓方
白拓方（1917年—1988年），原名于明仁，男，原籍山东文登，生于黑龙江通河，中国政治经济学家，曾任北京经济学院教授兼经济研究所所长。